# Chelsea (Massachusetts)
Chelsea è un comune (city) degli Stati Uniti d'America della contea di Suffolk nello Stato del Massachusetts. La popolazione era di 35,177 persone al censimento del 2010.

## Geografia fisica
Secondo lo United States Census Bureau, ha un'area totale di 2,5 miglia quadrate (6,4 km²).

## Storia
L'area di Chelsea inizialmente era chiamata Winnisimmet (che significa "primavera buon vicino") da parte della tribù dei Massachusett, che un tempo vivevano lì. La città fu pianificata nel 1624 da Samuel Maverick, il cui trading post di palizzata è considerato il primo insediamento permanente nel porto di Boston. Nel 1635, Maverick ha venduto tutto Winnisimmet, tranne la sua casa e la sua fattoria, a Richard Bellingham. La comunità rimase parte di Boston fino a quando non fu pianificata e incorporata nel 1739, deve il suo nome a Chelsea, un distretto di Londra.

## Società

### Evoluzione demografica
Secondo il censimento del 2010, c'erano 35,080 persone.
Nel 2018 ci sono 40,160 persone.

### Etnie e minoranze straniere
Secondo il censimento del 2010, la composizione etnica della città era formata dal 48% di bianchi, l'8,5% di afroamericani, lo 0,48% di nativi americani, il 3,1% di asiatici, lo 0,09% di oceanici, il 34% di altre razze, e il 5,9% di due o più etnie. Ispanici o latinos di qualunque razza erano il 62% della popolazione.